# (6875) 1994 NG1
(6875) 1994 NG1 là một tiểu hành tinh vành đai chính. Nó được phát hiện bởi Eleanor F. Helin ở Đài thiên văn Palomar ở Quận San Diego, California, ngày 4 tháng 7 năm 1994.